# Jean-Charles Perazzi
Jean Charles Joseph Perazzi, né le 9 avril 1936 à Louannec et mort le 9 février 2021 à Douarnenez,, est un journaliste et écrivain français, spécialiste du jardinage.

## Biographie
Journaliste, il est choisi par le quotidien Ouest-France pour suivre l’actualité en Bretagne de 1970 à 1995. Il a entre autres couvert le naufrage de l'Amoco Cadiz et l'Affaire de Plogoff. Il est l'auteur de plusieurs ouvrages sur la Bretagne et il a tenu pendant des années une chronique journal de campagne sur le site Agence Bretagne presse sur lequel on peut aussi visionner des interviews de Fanny Chauffin sur les techniques potagères de Jean-Charles Perazzi.
Il s'intéresse et met en pratique des méthodes alternatives de jardinage. En septembre 2014, il est l'un des 5 lauréats du concours "Jardiner autrement", organisé par la Société Nationale d'Horticulture Française (SNHF). Ce concours encourage les démarches globales de jardinage responsable, sans usage de pesticides.

## Publications
- Coauteur de Plogoff-la-révolte, Éditions Le Signor, Le Guilvinec, 1980.
- Le Parc d'Armorique, Ouest-France, 1988.
- Diwan, vingt ans d'enthousiasme, de doute et d'espoir, Coop Breizh, 1998[6].
- Au grand désespoir d'Arsène, An Here, 2000. Arsène veut gagner de l'argent, pour cela il tente d'expulser son voisin Jean-Louis pour accaparer ses terres. Mais Jean-Louis résiste.
- Arsène fait son beurre dans le béton (avec Bernard Mahé), An Here, 2001.  Arsène renouvelle ses aventures. Cette fois, à l'origine du conflit, figure un grand complexe touristique qui s'installe dans la charmante ville de Trezh-Hir. La conclusion - heureuse - donnera raison au bon sens.
- Préface de Picou, fils de son père d'Édouard Ollivro), Coop Breizh, 2001.
- Reporter en Bretagne 25 ans d'histoire contemporaine au quotidien, An Here, 2004.
- La vache et autres nouvelles du pays, nouvelles, Éditions du Petit Véhicule (2006).
- L'homme qui ne voulait plus être chauve et autres nouvelles du pays, nouvelles, Éditions du Petit Véhicule (2006).
- Trompe-la-Mort ou la longue vie de Jean-Baptiste Nicolas, Le Cormoran, 2011[7].
- Au Jardin Citoyen, photos de Martine Perazzi, dessins de Nono, Coop Breizh, 2011[8].